# Jure Šinkovec
Jure Šinkovec (Lubiana, 3 luglio 1985) è un ex saltatore con gli sci sloveno.

## Biografia
In Coppa del Mondo ha esordito il 26 novembre 2005 a Kuusamo (33°), ha ottenuto il primo podio il 10 dicembre 2011 a Harrachov (3°) e la prima vittoria il 19 febbraio 2012 a Oberstdorf.
In carriera ha preso parte a un'edizione dei Mondiali di volo, vincendo una medaglia.
Si è ritirato al termine della stagione 2015-16, ed è entrato far parte degli allenatori in quadro alla federazione slovena, allenando la squadra B.

## Palmarès

### Mondiali di volo
- 1 medaglia:
  - 1 bronzo (gara a squadre a Vikersund 2012)

### Coppa del Mondo
- Miglior piazzamento in classifica generale: 28º nel 2012
- 2 podi (entrambi a squadre):
  - 1 vittoria
  - 1 terzo posto

#### Coppa del Mondo - vittorie
| Data             | Località   | Nazione  | Trampolino                                                          |
| ---------------- | ---------- | -------- | ------------------------------------------------------------------- |
| 19 febbraio 2012 | Oberstdorf | Germania | Heini Klopfer HS213 (con Jurij Tepeš, Peter Prevc e Robert Kranjec) |